# Смирнов, Евгений Александрович (хоккеист)
Евгений Александрович Смирнов (род. 8 марта 1988, Ленинград) — российский хоккеист, нападающий.
Воспитанник петербургского СКА. В сезонах 2004/05 2008/09 играл в первой лиге за «СКА-2». Также выступал в высшей лиге за «Спартак» СПб (2006/07) и ХК ВМФ (2008/09). В 2007 году сыграл по разным данным один или четыре матча за СКА в Суперлиге.
Сезон 2009/10 начал в клубе белорусской Экстралиги «Шахтёр» Солигорск, затем перешёл в команду «Дизель-2» Пенза. В следующем сезоне сыграл 7 матчей за «Дизель» и завершил карьеру во втором дивизионе Финляндии в составе клуба «КеКи».